# My Moojo Crowdfunding
 (mai 2025).
Motif : entreprise crée en 2023. Notoriété durable à vérifier.
- Archive Wikiwix
- Bing
- Cairn
- DuckDuckGo
- E. Universalis
- Gallica
- Google
- G. Books
- G. News
- G. Scholar
- Persée
- Qwant
- (zh) Baidu
- (ru) Yandex

| 1. | Préciser le motif de la pose du bandeau. | Précisez le motif de la pose du bandeau en utilisant la syntaxe suivante : {{admissibilité à vérifier\|date=juin 2025\|motif=remplacez ce texte par le motif}}                             |
| 2. | Informer les utilisateurs concernés.     | Pensez à avertir le créateur de l'article, par exemple, en insérant le code ci-dessous sur sa page de discussion : {{subst:avertissement admissibilité à vérifier\|My Moojo Crowdfunding}} |

My Moojo est une startup française fondée en 2023 par Sara Reynaud, spécialisée dans le financement participatif de projets éducatifs. Elle se positionne comme la première plateforme française entièrement dédiée au financement de projets éducatifs.

## Historique
Sara Reynaud a fondé My Moojo après avoir constaté les difficultés rencontrées par les projets éducatifs pour accéder au financement. L'entreprise est basée à Angoulême et a été créée avec l'objectif de soutenir l'innovation éducative en permettant à un plus grand nombre d'initiatives de se développer.

## Activités
My Moojo propose deux principales formes d'accompagnement :
- Le financement participatif par dons, rendu possible grâce à son agrément d'Intermédiaire en Financement Participatif Don Aurais délivré par l'ORIAS[2].

- Un accompagnement stratégique pour aider les porteurs de projets à structurer et promouvoir leurs initiatives éducatives auprès des contributeurs.

La plateforme prévoit également de lancer un service d'equity crowdfunding (investissement en capital) pour financer des startups éducatives, en complément du don, renforçant ainsi son offre de financement alternatif.
Elle s'adresse à un large panel d’acteurs : écoles, startups, associations et organismes de formation engagés dans l'innovation pédagogique.

## Positionnement
My Moojo s'inscrit dans un marché en forte croissance : selon Kings Research, la taille du marché mondial de l'EdTech était estimée à 152,10 milliards USD en 2023, avec une projection à 422,95 milliards USD d’ici 2031, soit un taux de croissance annuel moyen de 13,65 %.
Le site EdTech Actu rapporte que « 80 % des startups éducatives nécessitent un financement situé entre 100 000 € et 3 millions € durant leurs trois premières années ». My Moojo répond ainsi à une forte demande pour des solutions de financement adaptées au rythme et aux besoins des jeunes projets éducatifs.
Dans un entretien donné au SPN, Sara Reynaud souligne : « Aujourd'hui, il existe beaucoup de plateformes de crowdfunding, mais peu sont réellement adaptées aux spécificités de l'éducation. Nous avons voulu créer un environnement qui parle leur langage ».

## Communauté et partenariats
My Moojo fédère une communauté d'entrepreneurs, d'enseignants, de parents et d'investisseurs qui partagent l'ambition de transformer le secteur éducatif.
La startup est également membre de l’association EdTech France, renforçant sa visibilité auprès des principaux acteurs de l’innovation éducative.

## Projets accompagnés
Parmi les projets soutenus via la plateforme figurent :
- Pratico : un outil numérique à destination des formateurs, qui a levé plus de 10 000 euros sur la plateforme[1].

- Lab’Océan : une mallette pédagogique interactive dédiée à la découverte de la biodiversité marine, conçue pour sensibiliser les élèves à l’écologie dès le plus jeune âge.

- Le Freelancing, la formation dédiée aux créatifs : la première formation en ligne 100 % orientée vers les freelances créatifs (graphistes, illustrateurs, designers, etc.), pour les aider à se lancer et vivre confortablement de leur activité indépendante.

## Statut et reconnaissance
My Moojo est enregistrée en tant qu'Intermédiaire en Financement Participatif auprès de l'ORIAS sous le numéro 24001766. L’entreprise bénéficie aussi du label Entreprise Solidaire d’Utilité Sociale (ESUS).